# Barta Zsuzsa
Barta Zsuzsa (Bécs, 1924. december 21. – Budapest, 1992. június 22.) magyar színházi rendező, főiskolai tanár.

## Életpályája
1924-ben született Barta Sándor és Újvári Erzsébet gyermekeként. Moszkvában tanult rendezést, ahonnan 1948-ban tért haza. 1948–1951 között a Madách Színház segédrendezője, majd igazgatója volt. Több színházban is dolgozott rendezőkéntː a Nemzeti Színházban (1952), az Állami Déryné Színházban (1953), az egri Gárdonyi Géza Színházban (1963), a győri Kisfaludy Színházban (1964–1965) és a veszprémi Petőfi Színházban (1964). A Színművészeti Főiskola oktatója volt (1952–1954).

## Fontosabb színházi rendezései
- Gorkij: Kispolgárok (Madách Színház, 1949)
- Visnyevszkij: Feledhetetlen 1919 (Nemzeti Színház, 1952)
- Dosztojevszkij–Olesa: A félkegyelmű (Győr, 1965)